# Fordyce (Arkansas)
Fordyce település az Amerikai Egyesült Államok Arkansas államában, Dallas megyében, melynek megyeszékhelye is. Lakosainak száma 3396 fő (2020. április 1.).

## Népesség
A település népességének változása:

| 2010 | 4 300 |
| 2020 | 3 396 |